# Division Nationale 2023-24
La Division Nationale 2023-24 (Nationaldivisioun en luxemburgués) fue la 110.ª temporada de la División Nacional de Luxemburgo. La temporada comenzó el 5 de agosto de 2023 y terminó el 26 de mayo de 2024.

## Ascensos y descensos
El Etzella Etterbruck y el Hostert fueron los descendidos de la Division Nationale 2022-23. Los ascendidos para esta temporada son el Schifflange 95 y el Marisca Mersch.
| Pos. | de Division Nationale 2022-23 |
| ---- | ----------------------------- |
| 15.º | Etzella Etterbruck            |
| 16.º | Hostert                       |

| Pos. | de Division d'Honneur 2022-23 |
| ---- | ----------------------------- |
| 1.º  | Schifflange 95                |
| 2.º  | Marisca Mersch                |

## Sistema de competición
Los 16 equipos participantes jugaron entre sí todos contra todos dos veces totalizando 30 partidos cada uno. Al final de la temporada el primer clasificado obtuvo un cupo para la Primera ronda de la Liga de Campeones 2024-25. El segundo y tercer clasificado obtuvieron un cupo a la Primera ronda de la Liga de Conferencia Europa 2024-25. Los últimos dos clasificados descendieron a la División de Honor 2024-25, mientras que el decimocuarto y decimotercer clasificado jugarán  el play-off de relegación contra el tercer y cuarto clasificado de la División de Honor 2023-24.
Un tercer cupo para la Liga de Conferencia Europa 2024-25 fue asignado al campeón de la Copa de Luxemburgo.

## Equipos participantes
| Equipo              | Ciudad       | Estadio                                    | Capacidad |
| ------------------- | ------------ | ------------------------------------------ | --------- |
| Differdange 03      | Differdange  | Stade Municipal de la Ville de Differdange | 3.500     |
| F91 Dudelange       | Dudelange    | Stade Jos Nosbaum                          | 2.558     |
| Fola Esch           | Esch Alzette | Stade Émile Mayrisch                       | 7.826     |
| Jeunesse d'Esch     | Esch Alzette | Stade de la Frontière                      | 4.000     |
| Käerjéng 97         | Bascharage   | Stade um Bëchel                            | 1.000     |
| Marisca Mersch      | Mersch       | Stade Schintgespesch                       | 1.000     |
| Mondercange         | Mondercange  | Stade Communal de Mondercange              | 3.300     |
| Mondorf-les-Bains   | Mondorf      | Stade John Grün                            | 3.600     |
| Progrès Niedercorn  | Differdange  | Stade Jos Haupert                          | 2.800     |
| Racing Union        | Luxemburgo   | Stade Achille Hammerel                     | 5.814     |
| Schifflange 95      | Schifflange  | Stade Rue Denis Netgen                     | 3.100     |
| Swift Hesperange    | Hesperange   | Stade Alphonse Theis                       | 3.058     |
| UNA Strassen        | Strassen     | Complexe Sportif Jean Wirtz                | 2.000     |
| Union Titus Pétange | Pétange      | Stade Municipal de Pétange                 | 2.400     |
| Victoria Rosport    | Rosport      | VictoriArena                               | 2.500     |
| Wiltz 71            | Wiltz        | Stade Am Pëtz                              | 3.000     |

## Clasificación

### Tabla de posiciones
| Pos. | Equipo              | Pts. | PJ | G  | E  | P  | GF | GC | Dif. | Clasificación y descenso 2024-25            |
| ---- | ------------------- | ---- | -- | -- | -- | -- | -- | -- | ---- | ------------------------------------------- |
| 1    | Differdange 03 (C)  | 66   | 30 | 19 | 9  | 2  | 70 | 23 | +47  | Primera ronda de la Liga de Campeones       |
| 2    | Swift Hesperange    | 61   | 30 | 18 | 7  | 5  | 76 | 35 | +41  |                                             |
| 3    | F91 Dudelange       | 61   | 30 | 19 | 4  | 7  | 59 | 36 | +23  | Primera ronda de la Liga Europa Conferencia |
| 4    | Progrès Niedercorn  | 55   | 30 | 16 | 7  | 7  | 54 | 35 | +19  | Segunda ronda de la Liga Europa Conferencia |
| 5    | Jeunesse d'Esch     | 45   | 30 | 13 | 6  | 11 | 51 | 41 | +10  |                                             |
| 6    | UNA Strassen        | 44   | 30 | 11 | 11 | 8  | 40 | 38 | +2   | Primera ronda de la Liga Europa Conferencia |
| 7    | Victoria Rosport    | 44   | 30 | 12 | 8  | 10 | 45 | 43 | +2   |                                             |
| 8    | Union Titus Pétange | 39   | 30 | 11 | 6  | 13 | 48 | 47 | +1   |                                             |
| 9    | Mondorf-les-Bains   | 38   | 30 | 10 | 8  | 12 | 55 | 55 | 0    |                                             |
| 10   | Racing Union        | 38   | 30 | 11 | 5  | 14 | 46 | 58 | −12  |                                             |
| 11   | Wiltz 71            | 33   | 30 | 7  | 12 | 11 | 43 | 52 | −9   |                                             |
| 12   | Mondercange         | 32   | 30 | 8  | 8  | 14 | 33 | 57 | −24  |                                             |
| 13   | Käerjéng 97 (D)     | 28   | 30 | 7  | 7  | 16 | 31 | 49 | −18  | Playoff de relegación                       |
| 14   | Fola Esch (O)       | 28   | 30 | 8  | 4  | 18 | 33 | 61 | −28  | Playoff de relegación                       |
| 15   | Marisca Mersch (D)  | 26   | 30 | 7  | 5  | 18 | 40 | 62 | −22  | División de Honor 2024-25                   |
| 16   | Schifflange 95 (D)  | 25   | 30 | 6  | 7  | 17 | 36 | 59 | −23  | División de Honor 2024-25                   |

Actualizado a los partidos jugados el 26 de mayo de 2024.
 Fuente: Soccerway
Notas:
1. 1 2  Al Swift Hesperange se le negó la licencia de la UEFA. Como resultado, su lugar en la competición pasó al UNA Strassen, ya que se trata del equipo mejor clasificado que cuenta con la licencia requerida.
2. ↑  El Progrès Niedercorn se clasificó a la segunda ronda de la Liga Europa Conferencia como campeón de la Copa de Luxemburgo.

### Resultados
| Local \ Visitante   | D03 | FOL | F91 | JEU | K97 | MAR | MON | MLB | PRO | RAC | S95 | SWI | UNA | UTP | VIC | W71 |
| ------------------- | --- | --- | --- | --- | --- | --- | --- | --- | --- | --- | --- | --- | --- | --- | --- | --- |
| Differdange 03      | —   | 5–1 | 2–1 | 3–1 | 4–0 | 2–0 | 2–0 | 1–1 | 3–1 | 7–0 | 5–0 | 2–0 | 2–1 | 2–0 | 2–2 | 1–1 |
| Fola Esch           | 2–0 | —   | 3–2 | 0–1 | 1–0 | 1–2 | 2–2 | 3–2 | 0–0 | 1–2 | 2–1 | 1–2 | 1–1 | 0–3 | 0–1 | 0–1 |
| F91 Dudelange       | 2–2 | 4–0 | —   | 1–1 | 4–1 | 1–0 | 4–2 | 2–0 | 0–2 | 2–0 | 1–0 | 1–0 | 4–3 | 3–0 | 3–0 | 3–1 |
| Jeunesse d'Esch     | 4–3 | 4–1 | 1–2 | —   | 3–0 | 3–1 | 0–1 | 2–2 | 1–3 | 3–0 | 3–3 | 0–2 | 1–2 | 0–0 | 0–2 | 5–2 |
| Käerjéng 97         | 0–1 | 2–1 | 2–2 | 1–1 | —   | 1–0 | 1–2 | 2–1 | 2–0 | 1–4 | 1–0 | 1–3 | 0–1 | 0–1 | 0–0 | 2–2 |
| Marisca Mersch      | 1–1 | 0–1 | 3–4 | 4–1 | 2–1 | —   | 2–1 | 1–4 | 0–3 | 2–2 | 2–0 | 2–2 | 2–3 | 1–4 | 1–2 | 1–1 |
| Mondercange         | 1–1 | 2–1 | 1–0 | 0–2 | 2–1 | 1–2 | —   | 3–2 | 2–1 | 0–4 | 2–1 | 0–6 | 0–0 | 0–3 | 3–3 | 1–3 |
| Mondorf-les-Bains   | 0–2 | 6–0 | 4–0 | 0–2 | 5–3 | 3–2 | 2–0 | —   | 2–4 | 1–3 | 3–3 | 0–2 | 1–1 | 2–1 | 2–0 | 2–0 |
| Progrès Niedercorn  | 0–1 | 3–2 | 1–0 | 1–3 | 2–0 | 4–3 | 1–1 | 3–0 | —   | 2–1 | 4–0 | 2–0 | 2–0 | 2–1 | 1–1 | 3–0 |
| Racing Union        | 1–3 | 0–1 | 0–3 | 0–3 | 2–1 | 4–1 | 1–1 | 1–1 | 3–3 | —   | 1–0 | 2–5 | 2–1 | 2–0 | 0–3 | 2–4 |
| Schifflange 95      | 0–4 | 3–1 | 0–3 | 1–3 | 0–1 | 2–1 | 2–2 | 0–0 | 2–0 | 4–1 | —   | 1–4 | 0–2 | 3–3 | 2–2 | 1–1 |
| Swift Hesperange    | 1–1 | 4–1 | 2–1 | 2–0 | 0–0 | 3–1 | 1–1 | 1–2 | 0–0 | 2–1 | 2–1 | —   | 2–0 | 3–3 | 3–2 | 1–1 |
| UNA Strassen        | 2–2 | 3–1 | 1–1 | 1–1 | 2–1 | 1–1 | 1–0 | 4–2 | 0–1 | 1–1 | 1–0 | 1–5 | —   | 1–0 | 0–0 | 1–1 |
| Union Titus Pétange | 1–4 | 2–1 | 0–1 | 2–1 | 1–1 | 4–1 | 4–0 | 4–1 | 2–2 | 0–3 | 1–3 | 2–0 | 2–2 | —   | 2–3 | 1–0 |
| Victoria Rosport    | 0–1 | 2–3 | 1–2 | 1–0 | 1–4 | 2–0 | 2–1 | 1–1 | 3–1 | 1–0 | 1–2 | 1–3 | 0–3 | 3–1 | —   | 3–1 |
| Wiltz 71            | 1–1 | 1–1 | 2–3 | 0–1 | 1–1 | 0–1 | 2–1 | 2–2 | 2–2 | 1–3 | 2–1 | 4–5 | 2–1 | 2–0 | 2–2 | —   |

## Play-off de relegación
| Equipo 1      | Resultado | Equipo 2  |
| ------------- | --------- | --------- |
| Käerjéng 97   | 1–3       | Hostert   |
| Fola Esch (p) | 2–2 (4–1) | Rumelange |

## Máximos goleadores
Actualizado el 26 de mayo de 2024.
| Pos. | Jugador         | Club                 | Goles |
| ---- | --------------- | -------------------- | ----- |
| 1    | Jorginho        | Differdange 03       | 25    |
| 2    | Benjamin Bresch | Marisca Mersch       | 22    |
| 3    | Samir Ali Hadji | F91 Dudelange        | 19    |
| 4    | Dominik Stolz   | Swift Hesperange     | 17    |
| 5    | Walid Jarmouni  | Progrès Niedercorn   | 12    |
| 5    | Oumar Gassama   | US Mondorf-les-Bains | 12    |
| 5    | Andreas Buch    | Racing Union         | 12    |